# Luc Colijn
Luc Colijn (Gante, 2 de mayo de 1958) fue un ciclista belga, profesional del 1980 al 1993. Combinó la carretera con el ciclismo en pista. Actualmente hace de director deportivo del equipo Sport Vlaanderen-Baloise.
Es el nieto del también ciclista Achiel Buysse.

## Palmarés en carretera
1979
- Tour de Flandes amateur

1980
- 1 etapa de los Cuatro días de Henao Occidental

1982
- Premio Nacional de Clausura

1984
- Rondo van Midden-Zeeland
- Gran Premio de la Villa de Zottegem

1986
- Nokere Koerse

1989
- Circuito de las Ardenes flamencas

1991
- Gullegem Koerse

## Palmarés en pista
- 1978
  - Campeón de Bélgica amateur en persecución por equipos
- 1979
  - Campeón de Bélgica amateur en puntuación 
  - Campeón de Bélgica amateur en medio fondo
- 1989
  - Campeón de Europa de Derny